# Árón plamatý
Árón plamatý (Arum maculatum) je druh jednoděložné rostliny z čeledi árónovité (Araceae). Občas se vyskytují i jiné fonetické varianty rodového jména, hlavně áron, někdy i aron nebo arón, které jsou asi nesprávné. Kaplan in Kubát (2002) i Dostál (1989) udává árón (oboje dlouhé).

## Popis
Jedná se o vytrvalou rostlinu s horizontálním vřetenovitým oddenkem, rostliny proto tvoří víceméně souvislé a husté porosty. Listy jsou řapíkaté, střídavé, s listovými pochvami. Čepele listů jsou hrálovité až střelovité, žilnatina je zpeřeně větvená. Na čepeli jsou většinou velké černé skvrny, vzácněji skvrny chybí (u podobného árónu východního skvrny chybí vždy). Je to jednodomá rostlina s jednopohlavnými květy. Květy jsou v květenstvích, ve ztlustlých klasech, někdy se tento typ květenství nazývá palice. Květenství podepřeno nápadným listenem, který tvoří toulec. Stopka květenství dosahuje cca do 1/2 až 3/4 délky řapíku listu (u árónu východního to je do 3/4-4/5). Otevřená část toulce je 3,5-5x delší než uzavřená (u árónu východního to je mnohem méně, jen 1,5-2x delší). Květenství se skládá z mnoha květů, které jsou uspořádány do spirály. Naspodu palice jsou samičí květy, nad nimi je úsek samčích květů a nad nimi soubor sterilních květů v podobě brvitých výrůstků na cibulkovité bázi. Nahoře je palice prodloužená v bezkvětý kyjovitý výrůstek. Okvětí chybí. Tyčinek je 3-4, prašníky jsou většinou žluté (árón východní je má většinu fialové). Gyneceum je složeno z 1 plodolistu, je monomerické, semeník je svrchní. Plodem jsou červené bobule uspořádané do plodenství. Jedná se o tetraploida s počtem chromozómů 2n=56 (árón východní je diploid, 2n=28).

## Rozšíření ve světě
Árón plamatý roste v Evropě, chybí na úplném jihu a neroste ani v severní Evropě (na sever dosahuje cca po nejjižnější Švédsko). Jeho rozšíření je díky taxonomickým problémům těžké přesně stanovit, zvláště ve východní části areálu. Mapka rozšíření je zde:  (viz jen subsp. maculatum), je ji však nutné brát trochu s rezervou.

## Rozšíření v Česku

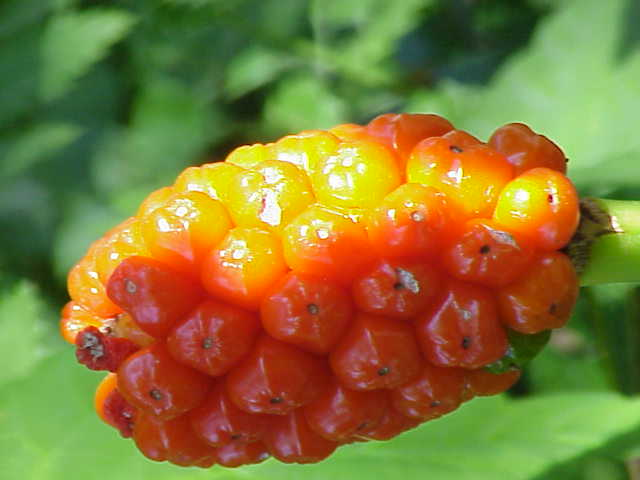
Dozrávající bobule

V ČR roste roztroušeně v západní části republiky, od nížin do podhůří. Najdeme ho nejčastěji v luzích a vlhčích typech mezofilních listnatých lesů, vyžaduje spíše živné a hlubší půdy. Na Moravě zřejmě zcela chybí, je nahrazen druhem árón východní (Arum cylindraceum). V četných publikacích však údaje o árónu plamatém z Moravy najdeme. Je tomu tak proto, že dříve lidé druhy nerozlišovali, popřípadě je rozlišovali špatně.

## Využití
V čerstvém stavu je celá rostlina jedovatá. Účinné látky místně silně dráždí, na pokožce vyvolávají zrudnutí až puchýře. Vstřebají-li se, porušují srdeční činnost a ochrnují centrální nervový systém. Při žvýkání čerstvé rostliny vzniká silný zánět sliznic v dutině ústní. Otravy byly pozorovány u člověka a koně. Vyskytují se ponejvíce u dětí, které snědly červeně zbarvené bobule; lákat je mohou i listy a stonky, které chutnají po šťovíku. Otravy býložravců jsou řídké, v literatuře se však popisuje smrtelná otrava koně, jemuž se dostala do rány na kopytě šťáva z árónového listí.
Jedovaté látky sušením a vařením vymizí, takže sušené hlízy, jež obsahují velké množství škrobu (asi 70 %), slouží od dávných dob za pokrm. Uvařené hlízy (oddenky) je možné použít přímo k jídlu, ale častěji se sušené hlízy mlely a rozemleté se přidávaly do mouky k pečení chleba (v Itálii, v některých oblastech Ruska a Karpat). Tyto rozemleté hlízy se dříve prodávaly i v obchodě jako árónový škrob neboli portlandské ságo.
Také někdejší medicína znala a užívala drogy z árónu plamatého, a to pod různými názvy: Rhizoma ari, Radix ari, Rhizoma aronis, Radix aronis, Herba ari, Rhizoma Dranunculli majoris sive minoris. Občas se zevně používala i šťáva z čerstvé rostliny, a to v případech, kdy měl být vnitřní zánět přiveden na povrch těla (podobně se užívalo hořčičné náplasti). Při vnitřním použití se doporučoval vinný odvar sušené hlízy a předepisoval se při zahlenění žaludku, při zastaralém kašli a při těžkém dechu. Renesanční lékař Mathioli se poměrně obšírně zabýval zevním i vnitřním použitím árónu plamatého. Chválil ho především jako výborné expektorans, „vyprazdňuje prsa od speklého šlemu". Doporučoval pojídání chleba upečeného z prášku usušeného kořene smíchaného s moukou; tento chléb prý pomohl mnohým, kteří trpěli dušností a tísní na prsou. V moderní medicíně se árón již dlouho neužívá, přetrvává pouze místy v lidovém léčitelství.
V pověrách prostého lidu platíval árón za rostlinu čarodějnou. Byl kladen pod prahy venkovských dveří, aby zlí duchové neměli přístup do domu. Také byl dáván do kolébek novorozeňat, aby je ochránil před působením nepříznivých nadpřirozených sil. Děvčata a chlapci ho zase nosívali jako mocné kouzlo pro získání nebo udržení lásky.